# ژنرال الوار

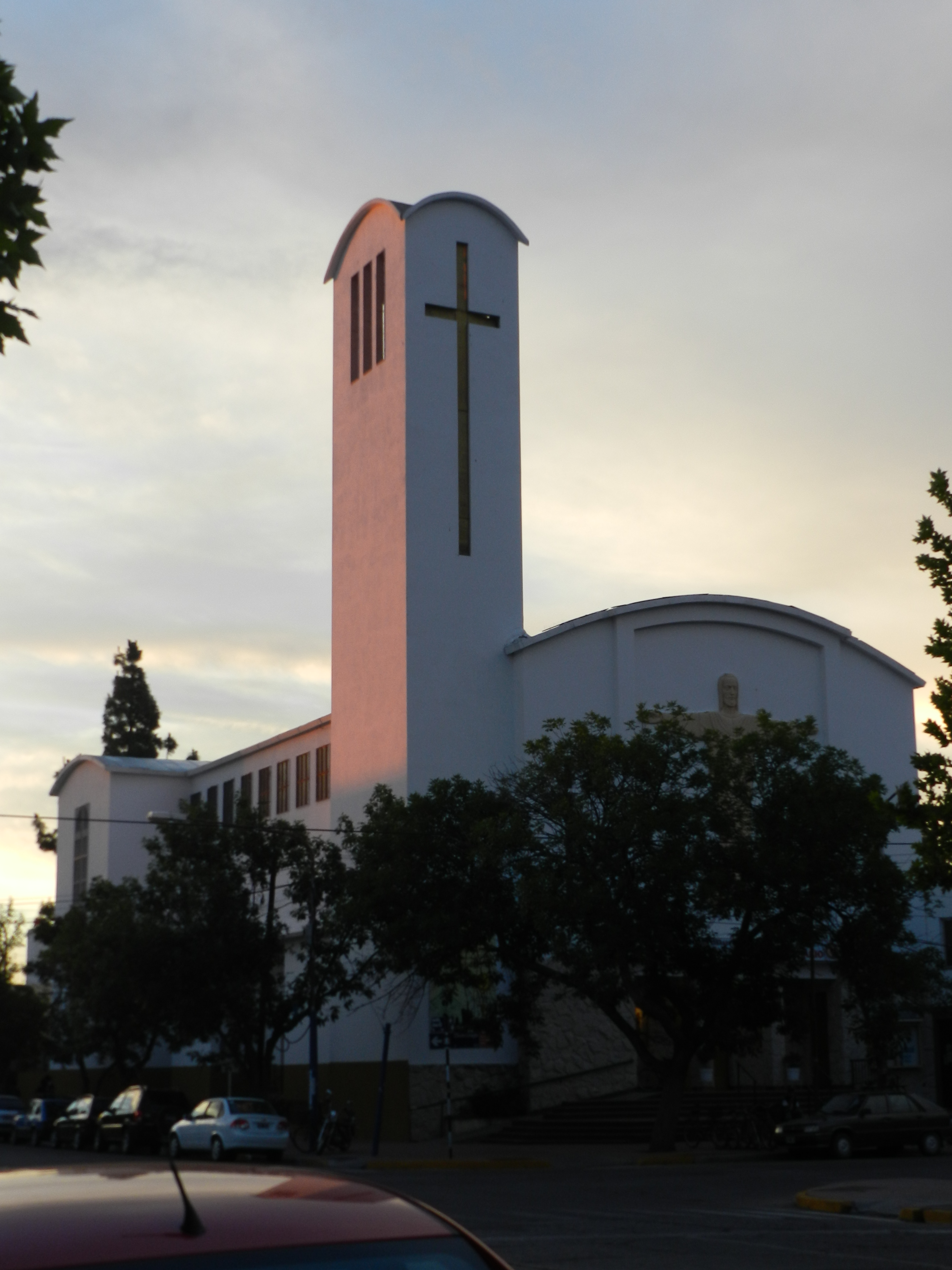
یک کلیسا در این شهر

ژنرال الوار (به اسپانیایی: General Alvear) یک منطقهٔ مسکونی در آرژانتین است که در بخش خنرال آلوار (مندوسا) واقع شده‌است. ژنرال الوار ۲۹٬۹۰۹ نفر جمعیت دارد و ۴۶۸ متر بالاتر از سطح دریا واقع شده‌است.